# کندریک لمار
کندریک لمار داکوُرث (انگلیسی: Kendrick Lamar Duckworth؛ زادهٔ ۱۷ ژوئن ۱۹۸۷) رپر و ترانه‌نویس آمریکایی است. او یکی از تأثیرگذارترین هنرمندان هیپ هاپ در نسل خود و یکی از بزرگ‌ترین رپرهای تمامی دوران دانسته می‌شود. در سال ۲۰۱۸ جایزه پولیتزر برای موسیقی به او داده شد؛ او نخستین موسیقی‌دان غیر کلاسیک و جاز بود که به دریافت این جایزه مفتخر شد.
لمار فعالیتش را در نوجوانی تحت نام هنری کِی.دات آغاز کرد. او بلافاصله توجه عموم را به خود جلب کرد و منجر به این شد تا در سال ۲۰۰۵ با تاپ داگ اینترتیمنت قرارداد ضبط موسیقی امضا کند. او یکی از اعضای بنیان‌گذار ابرگروه هیپ هاپ بلک هیپی بود. لمار در سال ۲۰۱۱ نخستین آلبوم استودیویی خود بخش.۸۰ را منتشر کرد که اثری در سبک هیپ هاپ خودآگاهی بود. این آلبوم با نقدهای مثبتی مواجه شد. او سال بعد با افترمث انترتینمنتِ متعلق به دکتر دره، و اینترسکوپ رکوردز، قرارداد ضبط موسیقی بست و دومین آلبوم استودیویی خود، بچه خوب شهر عصبانی، را منتشر کرد. این آلبوم متأثر از ساحل غربی و گنگستا رپ بود و باعث جلب توجه گستردهٔ منتقدان شد.
سفر به آفریقای جنوبی، الهام‌بخش سومین آلبوم استودیویی لمار، جاکشی پروانه (۲۰۱۵) بود که فضایی جاز داشت. این آلبوم مورد تحسین همگانی قرار گرفت و نخستین آلبوم شماره یک او در بیلبورد ۲۰۰ شد. در همان سال، او در ریمیکس «کینه» اثر تیلور سوئیفت حضور یافت که به صدر جدول بیلبورد هات ۱۰۰ رسید. لمار در آلبوم بعدی، لعنت (۲۰۱۷)، سبک‌های آراندبی، پاپ و سایکدلیک سول را تجربه کرد. این آلبوم شامل تک‌آهنگ «فروتن» بود و نخستین اثر غیرکلاسیک و غیرجاز شد که جایزه پولیتزر در رشتهٔ موسیقی را کسب کرد. پس از وقفه‌ای چهار ساله، لمار پنجمین آلبوم استودیویی خود، آقای مورال و استپرهای بزرگ (۲۰۲۲)، را منتشر کرد که به حضور او در لیبل تاپ داگ اینترتیمنت و افترمث پایان داد. دشمنی سال ۲۰۲۴ او با دریک منجر به انتشار ترانه‌های نامبروان «لایک دت» و «نات لایک آس» شد.
لمار بیش از ۷۰ میلیون نسخه از آثارش را تنها در ایالات متحده به فروش رسانده است. تمام آلبوم‌های استودیویی او از طرف انجمن صنعت ضبط موسیقی ایالات متحده آمریکا، گواهی فروش پلاتینی یا بالاتر کسب کرده‌اند. او افتخارات گوناگونی شامل ۲۲ جایزهٔ گرمی، یک جایزهٔ امی ساعات پربیننده، دو جایزهٔ موسیقی آمریکا، هفت جایزهٔ موسیقی بیلبورد، ۱۱ جایزهٔ موسیقی ویدئوی ام‌تی‌وی، و یک جایزهٔ بریت کسب کرده و علاوه بر این، نامزد یک جایزهٔ اسکار بوده است. در سال ۲۰۱۵، لمار جایزه نماد بینِ نسل سنای ایالت کالیفرنیا را دریافت کرد. نام او در فهرست‌هایی مانند تایم ۱۰۰ و ۳۰ شخص زیر ۳۰ سال فوربز حضور داشته است. سه آلبوم او در رتبه‌بندی ۲۰۲۰ رولینگ استون از ۵۰۰ آلبوم برتر تمام دوران قرار گرفتند. لمار با موسسات خیریه و مدافعان برابری نژادی و آگاهی از بهداشت روانی کار کرده است. او چندین موزیک ویدئو و فیلم را با شریک هنری خود، دیو فری کارگردانی و تهیه کرده و با او گروه هنری پی‌جی‌لانگ را تأسیس کرد.

## اوایل زندگی
کندریک لمار در ۱۷ ژوئن ۱۹۸۷ در کامپتن، کالیفرنیا به دنیا آمد. مادرش پائولا الیور، در مک‌دونالد شاغل بود و پدرش کنت «کنی» داک ورث، در کی‌اف‌سی مشغول به کار بود. والدین او اهل قسمت جنوبی شیکاگو بودند و سه سال قبل از تولدش به‌دلیل وابستگی سازمانی پدرش به گنگستر دیسایپلز به کامپتن نقل مکان کردند. لمار بزرگ‌ترین فرزند در میان چهار فرزند خانواده است و نامش از خواننده-ترانه‌سرا ادی کندریکس از گروه تمپتیشنز اقتباس شده است. او در خانوادهٔ آفریقایی-آمریکایی از طبقهٔ کارگر بزرگ شد، در مسکن بخش ۸ زندگی می‌کرد و به کمک هزینهٔ تأمین اجتماعی متکی بود. اگرچه لمار عضو باند جنایتکاری نبود، او در میان وابستگان نزدیک به وست‌ساید پیرو بلادز بزرگ شد.
لمار در چهار سالگی پس از گوش دادن به ترانه‌های هیپ هاپ که والدینش در مهمانی‌های خانگی می‌نواختند، به موسیقی علاقه نشان داد. برخی از نخستین خاطرات کودکی او شامل تماشای دزدی پدر و عموهایش از فروشگاه‌ها در جریان شورش‌های ۱۹۹۲ لس‌آنجلس بود. اطلاع از ضرب و شتم رادنی کینگ باعث شد که شورش‌ها به او درک بهتری از وحشیگری پلیس دهد. در کودکی به او لقب «من-من» داده شد، زیرا رفتارش مانند بزرگسالان بود. این نام مستعار بعداً در ترانهٔ «فروتن» و «روابط خانوادگی» استفاده شد که در آن به دوران کودکی‌اش اشاره می‌کرد. هنگامی که لمار پنج ساله بود، او بیرون از واحد آپارتمانش شاهد قتل بود. طی مصاحبه‌ای با ان‌پی‌آر میوزیک، او گفت که این قتل «درست همان وقت و همان‌جا کاری با من کرد. بهم اطلاع داد این نه تنها چیزی است که من به آن نگاه می‌کنم، بلکه چیزی است که شاید باید به آن عادت کنم.» سه سال بعد، هنگامی که از مدرسهٔ ابتدایی به خانه بازمی‌گشت، شاهد قتل دوم بود.
هنگامی که لمار هشت ساله بود، او رپرهای آن زمان، یعنی توپاک شکور و دکتر دره را دید که در همسایگی او موزیک ویدئوی تک‌آهنگشان «عشق کالیفرنیا» را فیلم‌برداری کردند. این تجربه به او الهام داد تا حرفهٔ موسیقی را دنبال کند و بلافاصله پس از آن شروع به فری‌استایل کرد. او خود را در مدرسه ساکت، خجالتی و حواس‌جمع توصیف کرد؛ به گفتهٔ مادرش، او تا هفت سالگی منزوی بود. زمانی که لمار دانش‌آموز پایهٔ هفتم بود، به‌وسیلهٔ معلم انگلیسی‌اش که فرم ادبی را به هیپ هاپ مرتبط می‌ساخت، با شعر آشنا شد. این کلاس تأثیر قابل توجهی بر او داشت، به‌طوری که «راهی برای گشودن احساساتش» باز شد و «به او کمک کرد تا فعالیت‌های اجتماعی محلهٔ خود را هدایت کند.» او عقیده داشت که این معلم، «نقش پررنگی در رشد عقلانی‌اش» ایفا کرده است. او در سال ۲۰۰۵ به‌عنوان دانش‌آموز ممتاز از دبیرستان سنتنیال فارغ‌التحصیل شد.

## سبک هنری

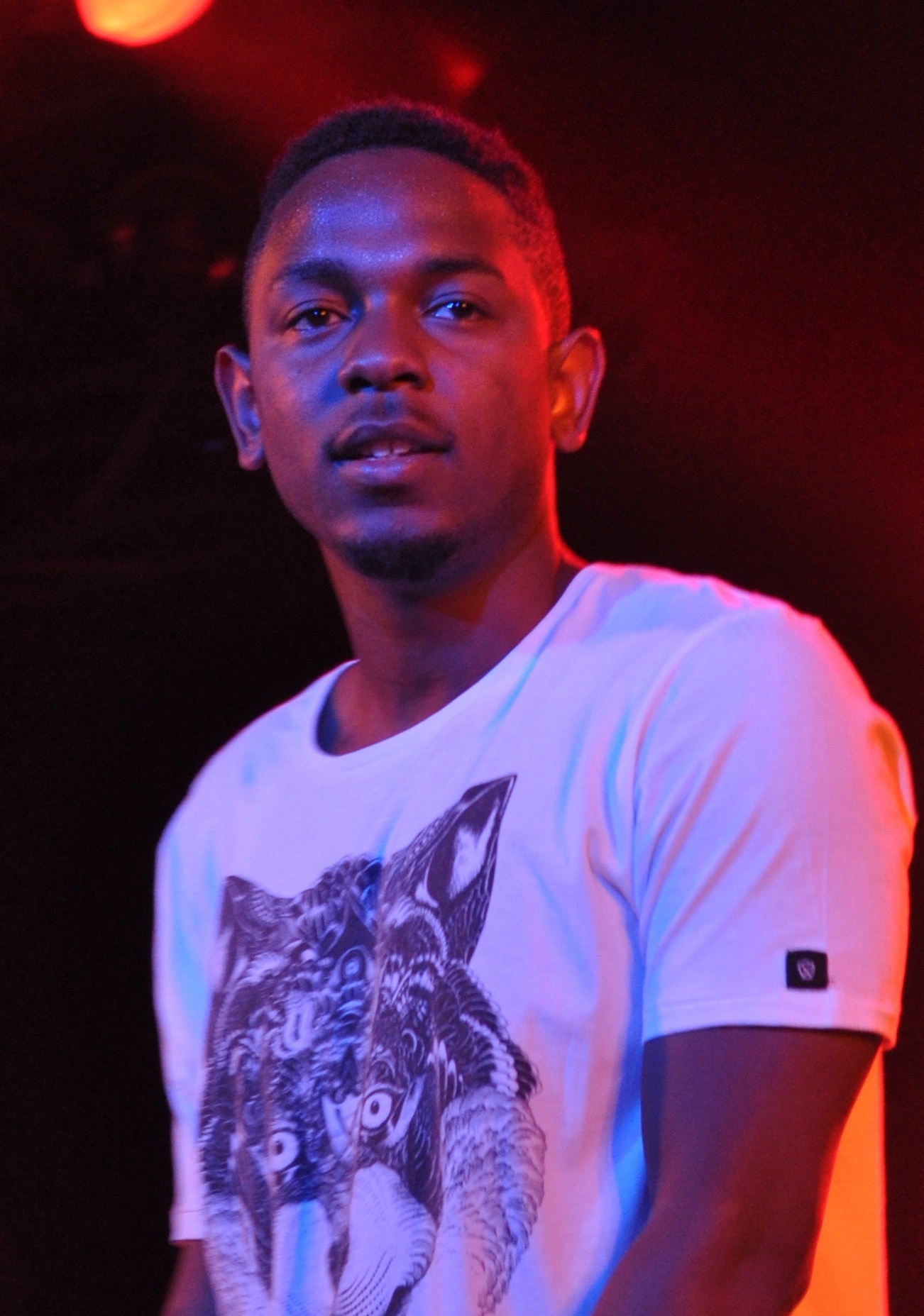
کندریک لمار داکوُرث

### تأثیرپذیری
لمار می‌گوید توپاک شکور بیشترین نفوذ را بر او داشت و موسیقی و زندگی روزمره‌اش تأثیر شدیدی بر او گذاشت. او گفته که شکور، نوتوریوس بی.آی.جی، جی-زی، ناز و امینم پنج رپر مورد علاقه‌اش هستند. لمار در مصاحبهٔ سال ۲۰۱۱ با رولینگ استون، مس دف و اسنوپ داگ را رپرهایی دانست که در سال‌های نخست به آن‌ها گوش می‌داد و از آن‌ها الهام می‌گرفت. او همچنین از دی‌ام‌اکس به عنوان فردی نام برد که باعث شد در موسیقی دست به کار شود. او در ادامه بیان کرد که ایزی-ئی نیز بر او تأثیر گذاشت: «اگر ایزی-ئی نبود، امروز اینجا نبودم.»
در سپتامبر ۲۰۱۲، لمار گفت امینم «تأثیر زیادی بر سبک من داشته» و پرخاشگری در موسیقی‌هایش، مانند «فری‌استایل کمک‌راننده» را به امینم نسبت داد. او گفته که کار لیل وین در گروه هات بویز بر سبکش تأثیر داشته و ماندگاری وین را ستایش کرد. به گفتهٔ لمار، او با گوش دادن به آثار راکیم، دکتر دره و تا داگ پوند بزرگ شد. در ژانویه ۲۰۱۳ که از لامار خواسته شد نام سه رپر را که در سبک او نقشی ایفا کرده‌اند، بیان کند، گفت: «احتمالاً این تأثیر تا حد زیادی در ساحل غربی است. یک‌خرده از کوراپت، [توپاک]، با برخی از محتوای آیس کیوب.» در مصاحبهٔ سال ۲۰۱۳ با جی‌کیو، هنگامی که از او پرسیده شد چهار رپر بزرگ که او را ساخته‌اند، چه کسانی هستند، او پاسخ داد: شکور، دکتر دره، اسنوپ داگ و ماب دیپ، به‌عبارت دیگر پرادیجی. لمار می‌گوید که در طول ضبط جاکشی پروانه، او متأثر از مایلز دیویس و پارلمنت-فانکدلیک بود.

## زندگی شخصی

### روابط و خانواده
لمار پسر خالهٔ رپر، بیبی کیم، و پسر عموی بازیکن بسکتبال، نیک یانگ، است. او یکی از طرفداران درخور توجه لس آنجلس لیکرز، لس آنجلس داجرز و لس آنجلس رمز است. لمار حین تحصیل در دبیرستان سنتنیال، با متخصص زیبایی، ویتنی آلفورد که همکلاسی او بود، آشنا شد. رابطهٔ آن‌ها به دلیل اعتیاد جنسی و خیانتِ لمار تیره شد و در سال ۲۰۱۰ از هم جدا شدند. در طول جدایی، او تقریباً به‌مدت یک سال با نیتی اسکات قرار می‌گذاشت. آن‌ها به‌دنبال نگرانی‌های فزاینده تیم مدیریت اسکات در آن زمان که احساس می‌کردند «در ظاهر خوب نبود»، دوستانه از هم جدا شدند.
پس از انتشار بچه خوب شهر عصبانی (۲۰۱۲)، لمار و آلفورد رابطهٔ خود را از سر گرفتند. لمار طی مصاحبه‌ای در سال ۲۰۱۵ اعلام کرد آن‌ها نامزدی کرده‌اند. آلفورد در آواز پس‌زمینهٔ قطعات منتخب جاکشی پروانه (۲۰۱۵) همکاری کرد و راوی اصلی آقای مورال و استپرهای بزرگ (۲۰۲۲) بود. در ژوئیهٔ ۲۰۱۹، این زوج صاحب نخستین فرزند خود شدند، دختری به نام یوزی. آن‌ها از طریق طرح روی جلد آقای مورال و استپرهای بزرگ، دومین فرزندشان، پسری به نام ایناک را معرفی کردند.

### اعتقادات
لمار مسیحی بسیار مذهبی است که در نوجوانی پس از مرگ یکی از دوستانش به این دین گرویده است. او در کودکی به ندرت در مراسم کلیسا شرکت می‌کرد، اما به دلیل ماهیت پوچ و جانبدارانهٔ موعظه‌ها، احساس می‌کرد «از لحاظ روحی ارضا نشده است». او دو بار غسل تعمید گرفت: نخست زمانی که ۱۶ ساله بود و بار دیگر در اکتبر ۲۰۱۳ که آن را در جریان افتتاحیهٔ تور کنسرت کانیه وست اعلام کرد. لمار در موسیقی و مصاحبه‌هایش به‌صراحت دربارهٔ ایمانش صحبت کرده است. مقدمهٔ آلبوم بچه خوب شهر عصبانی شامل فرمی از دعای گناهکار است. ترانهٔ «من» (۲۰۱۴) و آلبوم لعنت (۲۰۱۷) بیشتر به ایمان مسیحی و کشمکش‌های روحی او می‌پردازد. لمار شهرتش و «رستگاری» از جنایتی که در کامپتن تجربه کرد را به خدا نسبت داد. او معتقد است که حرفه‌اش از جانب خدا الهام‌بخش است و «خدا چیزی را در قلب من قرار داد تا بتوانم آن را بیان کنم و اینکه خدا چیزی است که روی آن تمرکز می‌کنم، از صدایم به‌عنوان ابزار استفاده می‌کنم و کاری را که باید انجام شود، انجام می‌دهم.»
برای هالووین سال ۲۰۱۴، لمار لباسی مانند عیسی مسیح را بر تن کرد. او روی جلد آقای مورال و استپرهای بزرگ (۲۰۲۲) و در حین تبلیغات منتخب آلبوم، تاج الماسی از خارهای طراحی‌شده توسط تیفانی اند کو. بر سر داشت. او بعداً توضیح داد که این تاج را به نشانه احترام به سر گذاشته است؛ احترام به هنرمندانی که پیش از او آمدند، یعنی یادآور نقص‌های او، و نیز به‌عنوان تمثیلی از «یکی از بزرگ‌ترین پیامبرانی که تا امروز بر روی زمین قدم گذاشته است.»

## اجرای جنجالی کندریک لامار در سوپربول LIX (۲۰۲۵)

کندریک لامار در سوپربول 2025

در ۹ فوریه ۲۰۲۵، کندریک لامار به عنوان اولین هنرمند انفرادی هیپ‌هاپ، در نمایش بین دو نیمه سوپربول LIX به اجرا پرداخت. این اجرا که در Caesars Superdome در نیواورلئان برگزار شد، با حضور مهمانانی مانند SZA، ساموئل ال. جکسون، سرنا ویلیامز و DJ Mustard همراه بود. لامار در این برنامه ترانه‌های محبوب خود مانند "HUMBLE"، "DNA" و "Not Like Us" را اجرا کرد. قطعه جنجالی "Not Like Us" که به عنوان پاسخی به دریک شناخته می‌شود و اخیراً جوایز "ترانه سال" و "رکورد سال" را در مراسم گرمی کسب کرده بود، توسط لامار اجرا شد. 

## دیسکوگرافی
آلبوم‌های استودیویی
- بخش.۸۰ (۲۰۱۱)
- بچه خوب شهر عصبانی (۲۰۱۲)
- جاکشی پروانه (۲۰۱۵)
- لعنت (۲۰۱۷)
- آقای مورال و استپرهای بزرگ (۲۰۲۲)
- جی‌ان‌ایکس (۲۰۲۴)